# フォーミュラ・ハイブリッド

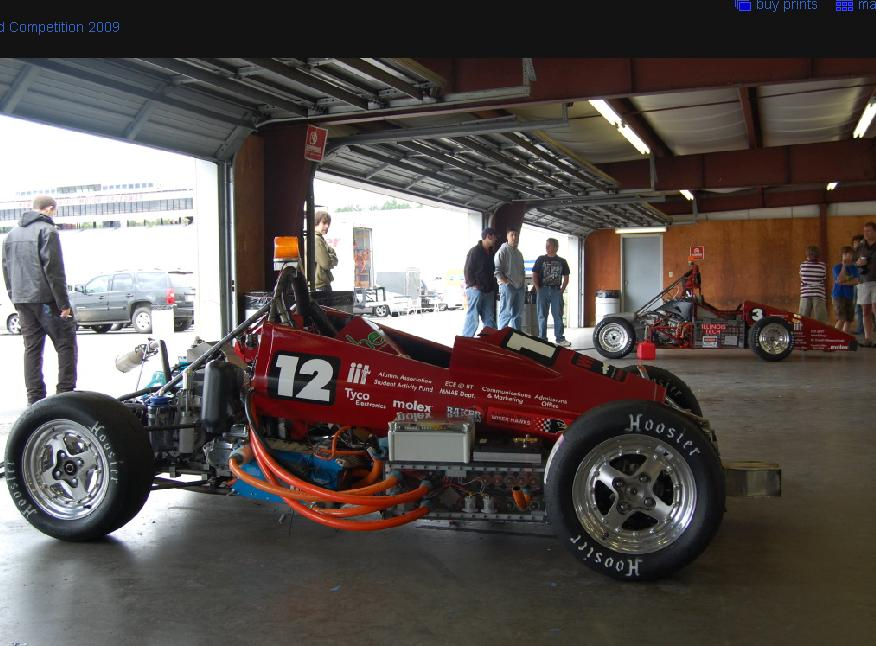
フォーミュラ・ハイブリッドの車両

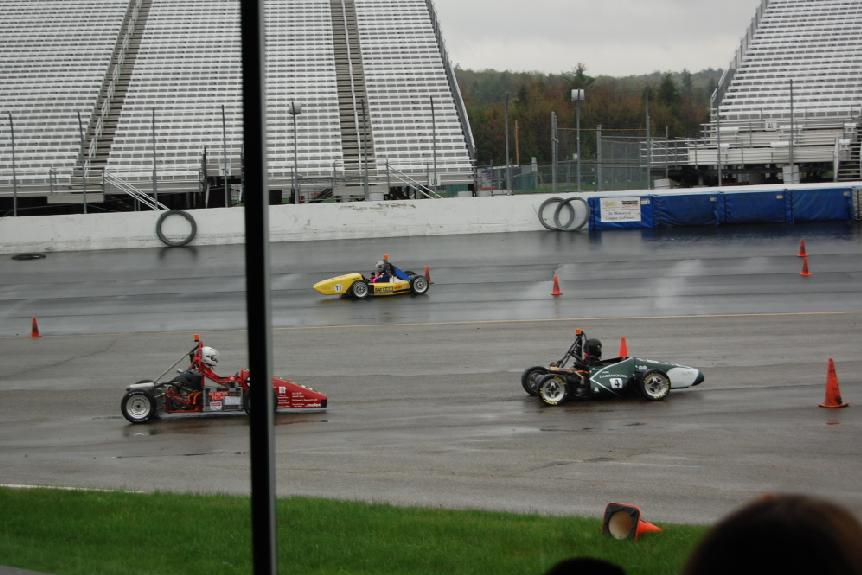
レースの様子

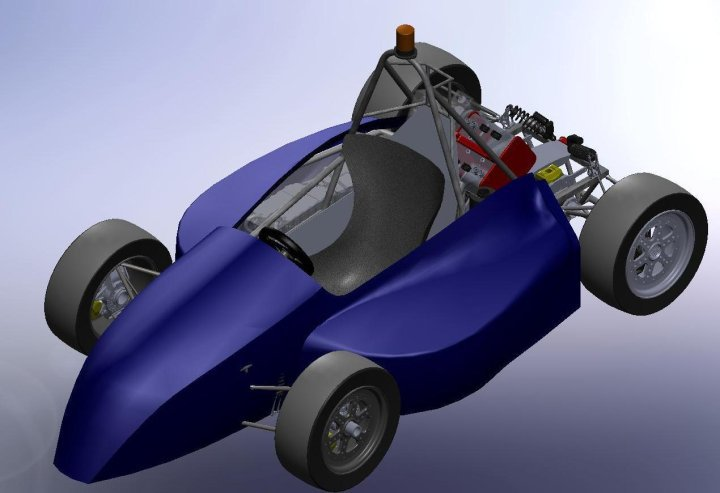
2010年度の車両のCG画像

フォーミュラ・ハイブリッド（英: Formula Hybrid ）は毎年アメリカ合衆国で開催される学生が自分達で製作したハイブリッドカーで競うモータースポーツ。

## 概要
SAE Internationalの後援で2007年から開催される。フォーミュラSAEのハイブリッドクラスという位置づけで基本的な競技規則はフォーミュラSAEに準ずる。
競技の趣旨としては速さよりもハイブリッドシステムの完成度や燃費に重点が置かれ、賞が用意される。

## 車両
フォーミュラSAEと基本的には同じであるものの、固有の規定として搭載するエンジンの排気量はガソリンエンジンであれば250cc、ディーゼルエンジンであれば310ccまでで、75mの距離を電気のみで10秒未満で走破しなければならないという規定がある。